# Rhian Brewster
Rhian Joel Brewster (Londres, Inglaterra, 1 de abril de 2000) es un futbolista británico que juega en la posición de delantero y su equipo es el Derby County F. C. de la EFL Championship.

## Trayectoria
Se unió a las categorías inferiores del Chelsea F. C. a la edad de ocho años, para posteriormente ir a las del Liverpool F. C. En junio de 2018 firmó su primer contrato profesional, aunque no debutó con el primer equipo en partido oficial hasta el 25 de septiembre de 2019 en un encuentro de Copa de la Liga ante el Milton Keynes Dons F. C.
En enero de 2020 fue cedido al Swansea City A. F. C. hasta final de temporada. Regresó a Liverpool tras anotar once goles en los 22 partidos que jugó y quedar eliminados en el playoff de ascenso a la Premier League.
El 2 de octubre de ese mismo año fue traspasado al Sheffield United F. C., convirtiéndose en el fichaje más caro en la historia del club. Estuvo cinco años en los que jugó 119 partidos y marcó nueve goles.
El 1 de agosto de 2025 firmó con el Derby County F. C. por dos temporadas.

## Clubes
| Club                           | País       | Año       |
| ------------------------------ | ---------- | --------- |
| Liverpool F. C.                | Inglaterra | 2018-2020 |
| Swansea City A. F. C. (cedido) | Gales      | 2020      |
| Sheffield United F. C.         | Inglaterra | 2020-2025 |
| Derby County F. C.             | Inglaterra | 2025-     |

## Palmarés

### Títulos internacionales
| Título                       | Club (*)          | Sede     | Año  |
| ---------------------------- | ----------------- | -------- | ---- |
| Mundial sub-17               | Inglaterra sub-17 | India    | 2017 |
| Liga de Campeones de la UEFA | Liverpool F. C.   | Madrid   | 2019 |
| Supercopa de Europa          | Liverpool F. C.   | Estambul | 2019 |

(*) Incluyendo la selección.